# Carl Ludwig Silvius Wilhelm von Königsdorff
Carl Ludwig Silvius Wilhelm Graf von Königsdorff (geb. 3. Juni 1773; gest. 11. Februar 1841 in Breslau) war ein preußischer Landrat.

## Herkunft und Leben

Wappen der Grafen von Königsdorff

Carl Ludwig Silvius Wilhelm von Königsdorff war Angehöriger des schlesischen Adelsgeschlechts Königsdorff. Er war der Sohn von Ludwig Carl von Königsdorff (1743–1807), der 1798 in den preußischen Grafenstand erhoben worden war und Erbherr auf Koberwitz und Guckelwitz war und dessen Ehefrau Maximiliane (1749–1809), geb. von Königsdorff. Carl Ludwig erhielt zunächst Privatunterricht, bevor er sich am 14. April 1792 an der Universität Frankfurt (Oder) immatrikulierte. Bei ihm fehlte zunächst die Angabe eines Fakultätsstudiums und in den Bemerkungen steht:
„Wird sich hier einige Zeit aufhalten, um Vorlesungen vorzügliche cameralistische anzuhören, ohne vorher sich bestimmen zu können, ob derselbe ein eigentliches Amt im Staate bekleiden werde.“
Nach Ende seines Studiums wandte er sich wohl der Landwirtschaft zu, später wurde er königlicher Kammerherr. Im März 1805 wurde er zum Nachfolger von Johann Ernst Joseph Henn von Henneberg als Landrat des Kreises Grottkau ernannt. Das Amt als Landrat übte er bis 1809 aus, Nachfolger wurde Johann von Printz.

## Persönliches
Carl Ludwig Silvius Wilhelm von Königsdorff war Erbherr auf Lobedau und Schmolz. Er war seit dem 12. August 1802 mit Maria Philippine Hedwig Gräfin von Schaffgotsch (1776–1829), genannt Semperfrei von und zu Kynast aus dem Hause Nieder Pomsdorf im Kreis Münsterberg, verheiratet. Die Töchter aus der Ehe waren Johanna Wilhelmine Philippine Ludovike (* 10. April 1805) und Elisabeth Friederike Auguste Josepha (* 6. März 1811). Der jüngere Bruder August von Königsdorff (1783–1854) war von 1819 bis 1853 Landrat im Landkreis Breslau.